# 福建省泉州市农业学校
24°53′55.22″N 118°36′54.19″E / 24.8986722°N 118.6150528°E
福建省泉州市农业学校是中华人民共和国的一所国家级重点中等职业教育机构，位于福建省泉州市，主要集中在以农业学和食品学以及化学测试等教学领域为主。
福建省泉州市农业学校隶属福建省人民政府、泉州市教育局和福建省农业厅。

## 建校历史
福建省泉州市农业学校的前身是成立于1932年秋成立的泉州私立平民中学（创始人为叶非英）和私立民生农校，前期仅办初农，l947年秋季起增设高农班。1952年，由市政府接管后改为公办学校，始称福建省泉州农业技术学校，旋即改为福建省晋江农业学校，隶属于福建省农业厅，开设作栽、植保、牧医、农机、果茶蚕五个专业。1958年，春晋江专区农业合作干校并入该校；1959年秋南安农业学校并入该校。
1960年，改为福建晋江农业专科学校。1961年，恢复为福建省泉州农业技术学校。1968年，因文化大革命停止办学。1975年10月复办，1977年6月正式开学，校名为福建省晋江地区农业学校，招收统招统配生，设农学、牧医，茶果、植保、农机等专业，学制高中3年。1985年晋江地区撤销改市，校名随之改为福建省泉州市农业学校，1987年起改招初中毕业生，学制4年。
1996年，迁至坪山路云谷，总面积301亩。2005年6月，泉州农业学校申请成立“周恩来”班。